# Битуша
Битуша или Витуша (грч. Παρόρειο, Парорио) је насеље у Грчкој у општини Лерин, периферија Западна Македонија. Према попису из 2011. било је 12 становника.
Македонски историчар Тодор Симовски, 1998. године наводи да је Битуша словенско насеље.
Из Битуше је пореклом Стеван Наумов Стив, југословенски партизанин и народни херој Југославије.

## Становништво
| Година       | 1951 | 1961 | 1971 | 1981 | 1991 | 2001 | 2011 |
| ------------ | ---- | ---- | ---- | ---- | ---- | ---- | ---- |
| Становништво | 491  | 318  | 92   | 73   | 70   | 38   | 23   |